# Tom Donnelly
Pour les articles homonymes, voir Donnelly.

a Compétitions nationales et continentales officielles uniquement.

b Matchs officiels uniquement.
Dernière mise à jour le 28 juin 2018.
Tom Donnelly (Thomas Mathew Donnelly), né le 1er octobre 1981 à Rotorua (Baie de l'Abondance), en Nouvelle-Zélande, est ancien un joueur de rugby à XV international néo-zélandais. Jouant en deuxième ligne, il a notamment disputé 11 saisons de Super Rugby entre 2004 et 2014 et trois saisons de Top 14 à partir de 2014. Il a connu 15 sélections en équipe nationale avec les All Blacks entre 2009 et 2010. Il prend sa retraite sportive à l'issue de la saison 2016/2017.

## Biographie

### Clubs
Tom Donnelly rejoint le Montpellier Herault Rugby durant l'été 2014 en provenance des Blues. En mal de temps de jeu, il signe pour un an à l'Aviron bayonnais à l'été 2016.

### Équipe nationale
Il joue avec les juniors All Blacks lors de l'édition 2006 de la Pacific Nations Cup, compétition où il dispute trois rencontres, puis les deux éditions suivantes, toujours avec les Baby Backs, disputant quatre matchs en 2007 puis quatre en 2008. 
Il obtient sa première sélection avec les All Blacks le 19 septembre 2009 à Wellington contre l'Australie. Il dispute six rencontres lors de cette année, dont un lors du Tri-nations remporté par l'Afrique du Sud, puis à un match de Bledisloe Cup face à l'Australie à Tokyo, et la tournée de novembre en Europe, face au pays de Galles, l'Italie, l'Angleterre et la France le 28 novembre 2009 à Marseille (39-12).
La saison suivante, il participe aux six rencontres du Tri-nations, six victoires et victoire finale dans le tournoi, pour un total de neuf rencontres disputées dans l'année. Il dispute son dernier match en fin de cette année face à l'Irlande. Il compte alors quinze capes, dont 14 en tant que titulaire, avec un bilan de quatorze victoires et une défaite.

## Palmarès

### En équipe nationale
- Vainqueur du Tri-nations en 2010.

## Statistiques

### En équipe nationale
Au 24 septembre 2024, Tom Donnelly compte quinze capes avec les All Blacks. Il participe à deux éditions du Tri-nations en 2009 et 2010. 
| Année | Compétition | Matchs | Points | Essais |
| ----- | ----------- | ------ | ------ | ------ |
| 2009  | Test matchs | 5      | 0      | 0      |
| 2009  | Tri-nations | 1      | 0      | 0      |
| 2010  | Test matchs | 3      | 0      | 0      |
| 2010  | Tri-nations | 6      | 0      | 0      |
| Total | Total       | 15     | 0      | 0      |